# Egesina gilmouri
Egesina gilmouri là một loài bọ cánh cứng trong họ Cerambycidae.